# Aerosol (farmàcia)
|  | Per a altres significats, vegeu «Aerosol (desambiguació)». |

S'entén per aerosol la forma galènica consistent en qualsevol sistema pressuritzat dins d'un recipient d'alumini, llauna o vidre, proveït d'una vàlvula per l'alliberament del medicament reduït a gotes molt fines.
Des d'un punt de vista fisicoquímic, és una dispersió constituïda per una fase interna líquida o sòlida anomenada fase dispersa i una fase externa gasosa o fase dispersant. Conceptualment és sinònim de polvoritzador, encara que en aquest la dispersió es pot fer manualment, obtenint gotes més gran que mitjançant l'aerosol, que porta incorporat un gas propel·lent. Per extensió s'aplica el terme aerosol tant al contingut que compleix aquests requisits com a l'envàs que el conté.

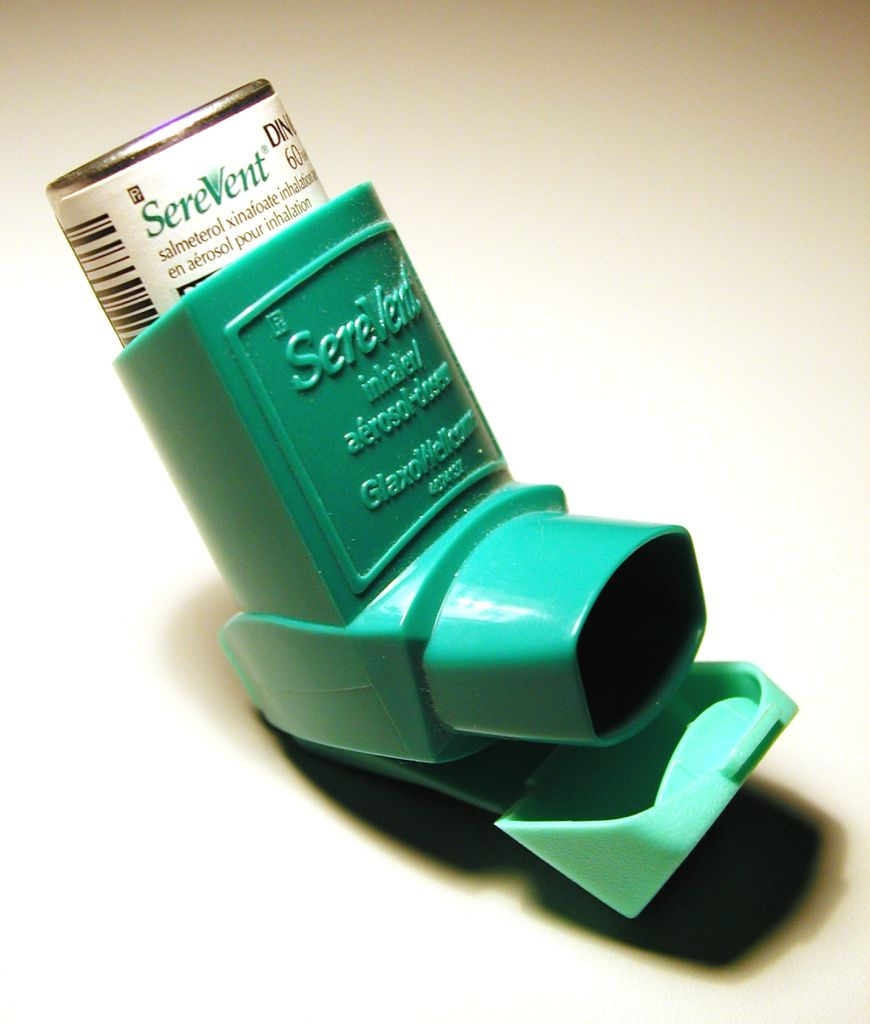
Presentació clàssica d'un aerosol.

El seu ús primordial és per via inhalatòria, per la qual cosa aquest terme és molt més utilitzat per les presentacions dedicades a aquest ús, mentre que les presentacions per a ús tòpic solen conèixer com  esprai, encara que realment els dos termes siguin sinònims. No obstant això, quan la fase interna és sòlida hi ha la tendència a referir-se a la presentació com inhalador, per la seva similitud amb els sistemes veritables d'inhalació que no incorporen fase gasosa, deixant el terme aerosol per a les presentacions amb fase interna líquida.
Com podrà comprendre donada la gran similitud dels conceptes, s'utilitzen de forma indistinta els termes polvoritzador, aerosol, inhalador i  esprai. En aquest article s'utilitzarà el concepte d'aerosol com la  forma galènica consistent en una dispersió constituïda per una fase interna líquida o sòlida i una fase externa gasosa, que s'incorpora a pressió a l'interior d'un envàs dotat d'una vàlvula per al seu alliberament i que s'utilitza per via inhalatòria per al tractament de determinades malalties. 

## Classificació.
Podem trobar nombroses classificacions, en funció del paràmetre utilitzat per aquestes. Així, els podem classificar:
- Pel nombre de fases: bifàsics, trifàsics.
- Pel tipus de gas propulsor: En aquest sentit cal comentar que s'estaven utilitzant en abundància els compostos clorofluorocarburs (CFC) donats els avantatges que oferien al sistema, però a causa del seu alt poder nociu sobre l'atmosfera, han estat eliminats de gairebé totes les presentacions.
- Pel mètode de descàrrega.
- Per l'ús terapèutic.

## Indicacions.
Els principis actius que poden ser vehiculats en aquesta forma galènica són nombrosos:
- Agonistes β2  adrenèrgics:

1. D'acció curta: salbutamol, levalbuterol, terbutalina i bitolterol.
2. D'acció prolongada: salmeterol, formoterol, bambuterol.

- Anticolinèrgics, com el bromur d'ipratropi.
- Glucocorticoides: beclometasona o fluticasona, budesonida.

El seu ús per via inhalada ens orienta cap a les patologies que es beneficiarien del tractament amb els aerosols:
- Crisi asmàtica.
- Tractament de manteniment de l'al·lèrgia respiratòria o asma extrínseca.
- En la malaltia pulmonar obstructiva crònica (MPOC) tant en el manteniment com en la profilaxi de les reaguditzacions.

## Instruccions d'ús.
En ser utilitzat per via inhalatòria és important que el contingut de l'aerosol arribi al seu lloc de destinació: els bronquis. Per això és fonamental sincronitzar l'expulsió del fàrmac en pressionar la vàlvula del sistema amb una inspiració profunda. En cas contrari el producte quedaria dipositat probablement en la mucosa orofaríngia sent, per tant, ineficaç.
Per a gent gran o nens en els quals pot ser difícil la sincronització desitjada, hi ha càmeres inhalatòries en què es projecta el fàrmac i posteriorment aquest arribarà al seu destí en respirar l'aire de l'interior de la cambra contenint el fàrmac.